# Natação nos Jogos Pan-Americanos de 2003 - Revezamento 4x200 m livre masculino
O evento dos 4x200 m livre masculino nos Jogos Pan-Americanos de 2003 foi realizado em 13 de agosto de 2003. Houve apenas oito equipes inscritas, não havendo necessidade de eliminatórias.

## Medalhistas
| Ouro   | USA Dan Ketchum Jeffrey Lee Ryan Lochte Bryan Goldberg      |
| Prata  | BRA Carlos Jayme Rafael Mósca Gustavo Borges Rodrigo Castro |
| Bronze | CAN Tobias Oriwol Colin Russell Brian Edey Scott Dickens    |

## Recordes
| Recorde mundial       | Australia          | 7:04.66 | 27 de julho de 2001 | Fukuoka       |
| Recorde pan-americano | USA Estados Unidos | 7:21.61 | 13 de março de 1995 | Mar del Plata |

## Resultados
| Posição | Nação                        | Nadadores                                                             | Eliminatórias | Eliminatórias | Final      |
| Posição | Nação                        | Nadadores                                                             | Tempo         | Posição       | Tempo      |
| ------- | ---------------------------- | --------------------------------------------------------------------- | ------------- | ------------- | ---------- |
| 1       | USA Estados Unidos           | ♦ Dan Ketchum ♦ Jeffrey Lee ♦ Ryan Lochte ♦ Bryan Goldberg            | —             | —             | 7:18.93 GR |
| 2       | BRA Brasil                   | ♦ Carlos Jayme ♦ Rafael Mósca ♦ Gustavo Borges ♦ Rodrigo Castro       | —             | —             | 7:25.17    |
| 3       | CAN Canadá                   | ♦ Tobias Oriwol ♦ Colin Russell ♦ Brian Edey ♦ Scott Dickens          | —             | —             | 7:27.18    |
| 4       | MEX México                   | ♦ ♦                                                                   | —             | —             | 7:30.20    |
| 5       | CHI Chile                    | ♦ ♦                                                                   | —             | —             | 7:41.49    |
| 6       | ISV Ilhas Virgens Americanas | ♦ ♦                                                                   | —             | —             | 7:55.68    |
| 7       | BAH Bahamas                  | ♦ Jeremy Knowles ♦ Chris Vythoulkas ♦ Kristoph Carey ♦ Travano McPhee | —             | —             | 7:58.58 NR |
| 8       | DOM República Dominicana     | ♦ ♦                                                                   | —             | —             | 7:59.22    |